# Gagarinia mniszechii
Gagarinia mniszechii là một loài bọ cánh cứng trong họ Cerambycidae.